# فتيل (تشريح)
فَتيلة(بالإنجليزية: Lemniscus) هوَ مُصطلح تشريحي يُشير إلى مجموعة من الأَلياف الحسية الثانوية المَوجودة في جذع الدَماغ والتي تَنتهي في أنوية موجودة في الدِماغ البيني، وَتوجد إما بِشكل وَسطي أو بشكل جانبي (وَحشي).

## المَراجع
1. ↑  المُعجم الطبي، الإصدار الثاني، تَرجمة Lemniscus
2. ↑  تَرجمة Lemniscus في موقع المَعاني. نسخة محفوظة 15 ديسمبر 2019 على موقع واي باك مشين.
3. ↑  "Lemniscus" في معجم دورلاند الطبي